# Димитър Стаматов (юрист)
Димитър Стаматов Момчилов е български юрист, просветен деец и политик началото на XX век.

## Биография
Костов е роден в 1881 година в цариградското българско село Чанакчиево, което тогава е в Османската империя. Учи в Чанакчиево, Одрин и Цариград от 1895 до 1902 година. В 1903 година завършва Юскударския лицей.
В 1909 година завършва Юридическия факултет на Цариградския университет и започва работа като съдия апелативния съд в Битоля. Преподава турски език в Битолската българска класическа гимназия и работи като юрист в българското консулство в града. В 1910 година се жени за Стефка Георгиева Хаджиилиева. Става активист на Съюза на българските конституционни клубове и е негов секретар.
Остава в Битоля до Балканската война в 1912 година, когато градът попада в Сърбия. В България оглавява Комисията по бежанците в Тракия в 1913 – 1914 година. В 1914 година започва работа като адвокат. Участва в Първата световна война. От 1917 до 1919 година работи в Ксантийската цензурна комисия. След войната в 1919 година става секретар на Българската екзархия в Цариград, където остава до 1925 година. Работи в Народоосигурителното дружество „Балкан – живот“ от 1928 до 1938 година. В 1938 година приема българско поданство и до 1942 година преподава в турското духовно училище „Нюваб“ в Шумен.
Умира в 1944 година в Шумен.